# Maria- of Kruittoren
De Maria- of Kruittoren is een halfronde pulvertoren die deel uitmaakte van de stadsomwalling van de Noord-Hollandse stad Hoorn. De toren is in 1508 in laatgotische stijl boven op de omwalling in de stadsmuur gebouwd. Aan de zijkanten is nog te zien waar de muur zich bevond. De "aftekening" is echter historisch niet correct, omdat er nooit een stenen muur heeft gestaan in Hoorn. De toren werd in 1929 gerestaureerd onder leiding van Johannes van Reijendam. Sinds 16 november 1965 is de Mariatoren ingeschreven in het rijksmonumentenregister onder nummer 22277. In 1993 werd de toren aan de Vereniging Hendrick de Keyser geschonken.

## Geschiedenis
De toren is in 1508 in de stadsmuur gebouwd, op het terrein van het Mariaklooster, waar deze ook zijn naam aan te danken heeft. Het klooster heeft ook aan de bouw, en daarmee verdediging van de stad, meebetaald. Het halfronde deel van de toren stond in de stadsgracht, nu de Draafsingel geheten. Na de gedeeltelijke sloop van de verdedigingswerken heeft het pand meerdere functies gehad. Het werd gebouwd als pulvertoren en diende daarmee als kruitopslag, maar ook als verdedigingstoren. Dit laatste is te herkennen aan de schietgaten in de overwelfde kelder en op de begane grond. De kelder verkreeg in de jaren 1900 de functie van ijskelder en opslagplaats. Onder het dak zitten embrasures, of schietsleuven, voor musketten. Dit gedeelte vormt aan de buitenkant de weergang. De kelder en begane grond bevatten beide een enkele grote kamer. De kamer op de begane grond heeft een stookplaats. Het bovenvertrek, op de verdieping, geeft toegang tot de weergang.
Aan de kant van de stad, nu de straat Achter de Vest, heeft de toren tijdens de restauratie in 1929 een puntgevel gekregen. Deze gevel is naar ontwerp van J. van Reijendam. De deurpartij is met natuurstenen versierd, mogelijk is dit aangebracht als versiering voor een gildekamer of het gebouw heeft mogelijk dienst gedaan als wonign voor een stadsfunctionaris. Vanaf deze kant gezien is aan de rechterkant ook de schoorsteen van de stookplaats te zien. Het dak is in 1929 geheel voorzien van nieuwe leien.
In 1993 is de toren door de gemeente Hoorn geschonken aan de Vereniging Hendrick de Keyser, als waardering voor de werkzaamheden van de vereniging. De vereniging heeft in 1994 besloten tot een restauratie van de toren. De toren deed van 1974 tot 2014 dienst als atelier en woning van een kalligraaf. Na een nieuwe in 2015 is de toren in gebruik als monument en bed.